# Orthotrichum subtortum
Orthotrichum subtortum là một loài rêu trong họ Orthotrichaceae. Loài này được Hook. & Grev. mô tả khoa học đầu tiên năm 1824.